# Svenska Spetsbergenexpeditionen 1868

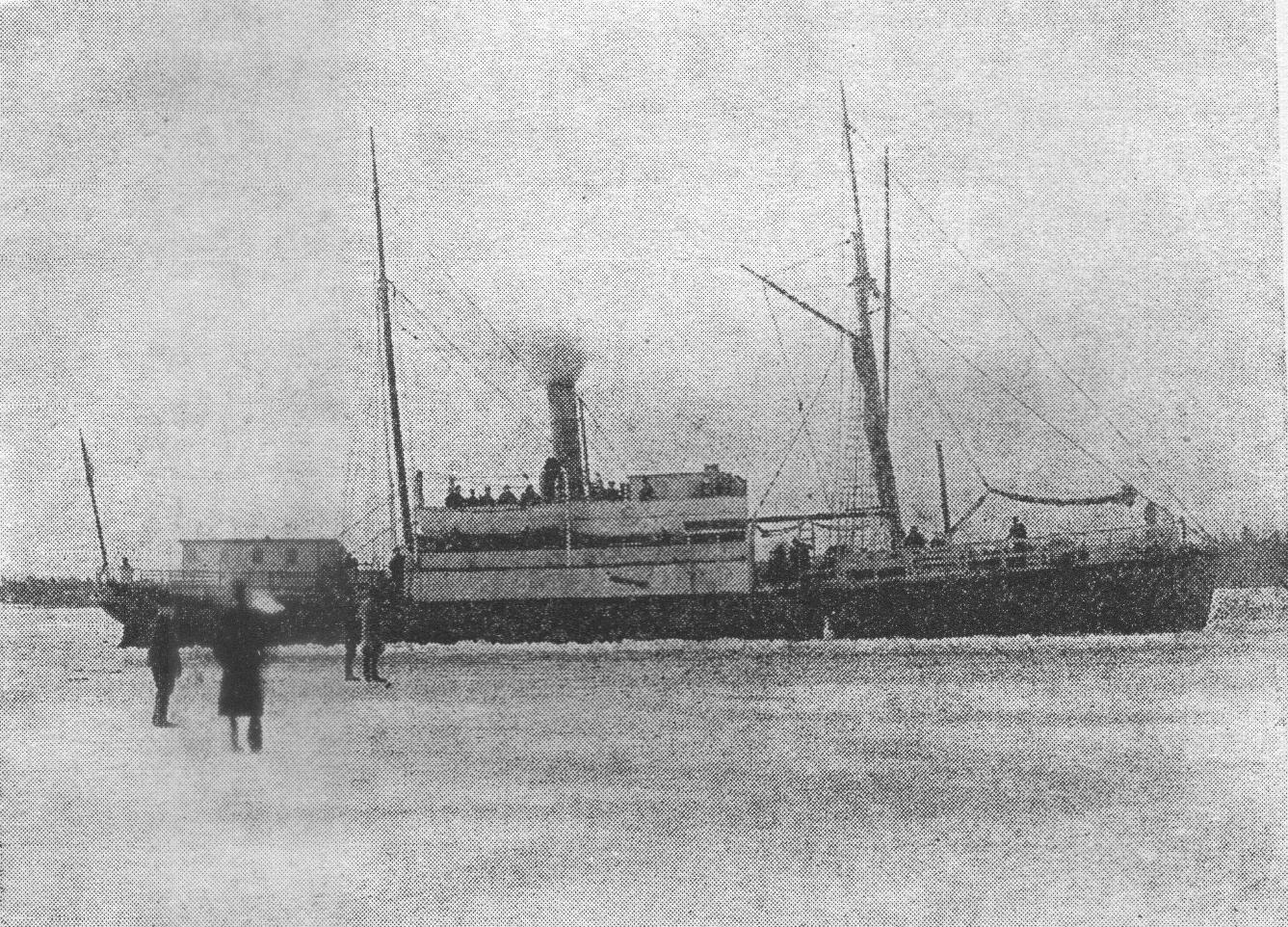
Kronoångaren Sofia

Svenska Spetsbergenexpeditionen 1868 genomfördes under ledning av Adolf Erik Nordenskiöld med kronoångaren Sofia.
Adolf Erik Nordenskiöld hade genomfört sin första egna expedition till Spetsbergen, Svenska Spetsbergenexpeditionen 1864. Han började snart förbereda nästa, men var då tvungen att främst förlita sig på privat finansiering. Han vände sig till landshövdingen Albert Ehrensvärd för att förmå denna att i Göteborg samla in medel. Ehrensvärd fick med sig mecenater som Oscar Dickson, Oscar Ekman, David Carnegie och andra.
Staten lånade ut Postverkets ångare Sofia som expeditionsfartyg. Fartygschef var örlogskaptenen Fredrik Wilhelm von Otter, med marinlöjtnanten Louis Palander som sekond. Sofia var byggd på Motala Verkstad för att från 1864 vara postångare på rutten Ystad–Stralsund. Ångmaskinen hade en effekt på 60 hästkrafter. Före polarresan förstärktes hon i förstäven.
I expeditionen ingick, förutom expeditionsledaren och geologen Adolf Erik Nordenskiöld, zoologen August Holmgren, zoologen och botanisten Anders Johan Malmgren, zoologen Fredrik Adam Smitt, botanisten Sven Berggren, botanikern Theodor Magnus Fries, fysikern Selim Lemström, geologen och mineralogen Gösta Nauckhoff och läkaren Carl Nyström.
Expeditionen startade från Göteborg den 7 juli 1868. Den hade bland annat med sig preparerad citronsaft från Storbritannien för att förebygga skörbjugg. Expeditionen anlände via Björnön till Spetsbergen, där den under sommaren bedrev botaniska och zoologiska studier och också geologiska undersökningar i området runt Isfjorden och Kap Thordsen. I slutet av augusti ankrade fartyget i Kongsfjorden och seglade därefter norrut mot Danskön och vidare till Smeerenburg på Amsterdamön. Där delades expeditionen upp i en landbaserad del och en havsbaserad del på Sofia. Fartyget nådde den 19 september 81 grader och 42 minuter nordlig bredd. Därmed slogs tidigare rekord på 81 grader 30 minuter nordlig bredd av William Scoresby 1806.
Det fanns i expeditionen en intressekonflikt mellan dem som mest var inriktade på att slå det nordliga rekordet och dem som var mest intresserade av studier i land.  Detta ledde till att August Holmgren lämnade expeditionen och tog sig tillbaka hem till Sverige med den norska fångstskutan Severin.
Sofia skadades under en storm av is i oktober, varvid ett hål slogs upp i skrovet. Hon lyckades under stor dramatik ta sig till Amsterdamön, där hon krängdes på sidan och kunde provisoriskt repareras. Hon kom tillbaka i slitet skick till Göteborg den 15 november 1868.